# 佐伯市立上入津小学校
佐伯市立上入津小学校（さいきしりつかみにゅうづしょうがっこう）は、かつて大分県佐伯市蒲江にあった公立小学校である。

## 概要
2017年（平成29年）4月1日に旧蒲江町の6小学校・1分校を統合して佐伯市立蒲江翔南小学校が開校することに伴い、3月31日を以て閉校した。卒業生の総数は2,455人。

## 沿革
- 1874年（明治7年） - 小浦浜弁天庵を仮校舎として開校。
- 1883年（明治16年） - 現在地に校舎を建築。
- 1887年（明治20年） - 入津簡易学校に改称。
- 1887年（明治20年） - 尾浦分校開校。
- 1892年（明治25年） - 小学校令により入津尋常小学校に改称。
- 1918年（大正7年） - 高等科を設立し、入津尋常高等小学校に改称。
- 1919年（大正8年） - 新校舎落成。
- 1932年（昭和7年） - 楠本尋常高等小学校を合併し、分校とする。
- 1941年（昭和16年） - 上入津村入津国民学校に改称。
- 1947年（昭和22年） - 上入津村立上入津小学校に改称。
- 1950年（昭和25年） - 校舎改築完工。
- 1950年（昭和25年） - 楠本分校が独立して上入津村立楠本小学校となる。
- 1955年（昭和30年） - 町村合併に伴い、蒲江町立上入津小学校に改称。
- 1957年（昭和32年） - 学校図書館開館
- 1959年（昭和34年） - 尾浦分校が独立して蒲江町立尾浦小学校となる。
- 1963年（昭和38年） - 新校舎建築起工式挙行。
- 1965年（昭和40年） - 新校舎落成。
- 1974年（昭和49年） - 創立100周年記念式挙行。
- 1979年（昭和54年） - プール完成。
- 1994年（平成6年）1月31日 - 学校給食開始。
- 2004年（平成16年） - 市町村合併に伴い、佐伯市立上入津小学校に改称。
- 2008年（平成20年） - 佐伯市立尾浦小学校と統合[2]。
- 2017年（平成29年）2月19日 - 閉校式挙行[1]。
- 2017年（平成29年）3月31日 - 閉校。

## その他
- 廃校に際して、使用されていた黒板を佐伯駅に寄贈した。